# Miša Zverev
Michail Aleksandrovič Zverev, detto Miša (in russo Михаил Александрович Зверев?; Mosca, 22 agosto 1987), è un ex tennista tedesco di origine russa, anche noto come Mischa Zverev (in ragione della traslitterazione tedesca del suo nome).
È fratello maggiore del tennista Alexander, più volte numero due del mondo.
Il loro padre, Aleksandr Michajlovič Zverev, anch'egli ex tennista, è diventato un allenatore di tennis.
È mancino, gioca il rovescio a due mani ed è abile nel serve & volley.

## Carriera
Nato in Unione Sovietica, ma cresciuto ad Amburgo fin dall'età di quattro anni, Zverev ebbe nelle categorie juniores una carriera ricca di successi e di risultati prestigiosi, raggiungendo le semifinali nel torneo giovanile all'US Open (eliminato da Andy Murray) e i quarti di finale sia all'Open di Francia (in cui fu battuto da Alex Kuznetsov) che all'Australian Open (battuto da Novak Đoković), arrivando grazie a questi risultati ad essere il numero 3 della speciale classifica della categoria.
Diventato professionista nel 2006, in quell'anno si mise in evidenza raggiungendo i quarti di finale a Bangkok battendo Rainer Schüttler e Juan Carlos Ferrero primo di essere sconfitto da Marat Safin. In questo anno vince il suo primo torneo ATP Challenger a Dublino.
Nel 2007 rimase costantemente tra i 200 migliori giocatori del mondo e conquistò due ATP Challenger a Karlsruhe e Istanbul, poco dopo raggiunse i quarti di finale nel torneo Bronx Challenger. In questo anno raggiunse nuovamente i quarti di finale in un torneo ATP nel Rhode Island e grazie a questi risultati riuscì a diventare 99º entrando tra i migliori 100 giocatori del mondo. A fine stagione conquista anche il challenger a Dnipropetrovsk.
Nel giugno del 2008 in coppia con il russo Michail Južnyj vince il suo primo titolo ATP nel doppio al torneo Halle Open sui campi d'erba di Halle. Un mese dopo raggiunge a sorpresa il terzo turno al Torneo di Wimbledon dopo aver battuto Alexander Peya e Juan Carlos Ferrero ma è costretto a ritirarsi contro Stanislas Wawrinka a causa di un infortunio. In ottobre vince il suo secondo titolo nel doppio a Tokyo.
Nel 2009 raggiunge i quarti di finale negli Internazionali d'Italia venendo battuto in due set da Roger Federer. Gli anni 2010 sono caratterizzati da numerosi infortuni, che lo portano a crollare nel ranking oltre la millesima posizione.
Il 22 gennaio 2017 Miša Zverev porta a casa una vittoria storica agli ottavi di finale dell'Australian Open sconfiggendo il britannico Andy Murray, al tempo n. 1 del mondo, al 4 set in 3 ore e 34 minuti di gioco. Affronta ai quarti di finale Roger Federer alla Rod Laver Arena, perdendo in tre set. Prosegue l'annata su buoni livelli, raggiungendo la finale nel Geneva Open 2017, il terzo turno a  Torneo di Wimbledon 2017 e gli ottavi agli  US Open 2017. Raggiunge inoltre il suo best ranking al numero 25.
Il 23 gennaio 2018, dopo il ritiro contro Chung Hyeon, avvenuto al secondo set del primo turno degli Australian Open, viene multato per 45.000 dollari per scarso impegno. Questo risultato lo porta ad un crollo in classifica, scendendo intorno alla sessantesima posizione. Nel 2018 raggiunge però il suo miglior risultato all'Open di Francia, il terzo turno, e soprattutto vince, su erba,il suo primo titolo atp, battendo nella finale del torneo di Eastbourne Lukáš Lacko. Da questo momento in poi comincia però una lunghissima serie di sconfitte, che prosegue nel 2019 portandolo all'uscita dalla top 100 e poi dalla top 200.
Dopo il ritiro diventa coach del fratello Sasha insieme al padre. Apporta nunerose modifiche al suo gioco, tra cui un cambiamento della biomeccanica del servizio, dove la spalla sinistra nel lancio viene posta davanti alla testa. 
Dal 2025 inizia una collaborazione part time con la canottieri Padova periodicamente va a visionare i maggiori prospetti. 

## Vita privata
Il 7 novembre 2017 ha sposato Evgenia Petryaeva, sua connazionale residente a Ginevra.

## Statistiche

### Singolare

#### Vittorie (1)
| Legenda                   |
| Grande Slam (0)           |
| ATP World Tour Finals (0) |
| ATP Masters 1000 (0)      |
| ATP World Tour 500 (0)    |
| ATP World Tour 250 (1)    |

| N. | Data           | Torneo                                  | Superficie | Avversario in finale | Punteggio |
| 1. | 30 giugno 2018 | Nature Valley International, Eastbourne | Erba       | Lukáš Lacko          | 6-4, 6-4  |

#### Sconfitte (2)
| Legenda                   |
| Grande Slam (0)           |
| ATP World Tour Finals (0) |
| ATP Masters 1000 (0)      |
| ATP World Tour 500 (0)    |
| ATP World Tour 250 (2)    |

| N. | Data              | Torneo                | Superficie  | Avversario in finale | Punteggio     |
| 1. | 26 settembre 2010 | Open de Moselle, Metz | Cemento (i) | Gilles Simon         | 3–6, 2–6      |
| 2. | 27 maggio 2017    | Geneva Open, Ginevra  | Terra rossa | Stan Wawrinka        | 6-4, 3-6, 3-6 |

### Doppio

#### Vittorie (4)
| Legenda                                                |
| Grande Slam (0)                                        |
| Tennis Masters Cup / ATP World Tour Finals (0)         |
| ATP Masters Series / ATP Masters 1000 (0)              |
| ATP International Series Gold / ATP World Tour 500 (2) |
| ATP International Series / ATP World Tour 250 (2)      |

| N. | Data             | Torneo                                 | Superficie  | Compagno         | Avversario in finale         | Punteggio           |
| 1. | 15 giugno 2008   | Halle Open, Halle                      | Erba        | Michail Južnyj   | Lukáš Dlouhý Leander Paes    | 4–6, 6–3, [10–3]    |
| 2. | 5 ottobre 2008   | Japan Open Tennis Championships, Tokyo | Cemento     | Michail Južnyj   | Lukáš Dlouhý Leander Paes    | 6–3, 6–4            |
| 3. | 12 febbraio 2017 | Open Sud de France, Montpellier        | Cemento (i) | Alexander Zverev | Fabrice Martin Daniel Nestor | 6-4, 6(3)-7, [10-7] |
| 4. | 2 marzo 2019     | Abierto Mexicano Telcel, Acapulco      | Cemento     | Alexander Zverev | Artem Sitak Austin Krajicek  | 2–6, 7–6(4), [10–5] |

#### Sconfitte (8)
| Legenda                                                |
| Grande Slam (0)                                        |
| Tennis Masters Cup / ATP World Tour Finals (0)         |
| ATP Masters Series / ATP Masters 1000 (0)              |
| ATP International Series Gold / ATP World Tour 500 (4) |
| ATP International Series / ATP World Tour 250 (4)      |

| N. | Data            | Torneo                           | Superficie  | Compagno               | Avversario in finale                  | Punteggio        |
| 1. | 13 luglio 2008  | Mercedes Cup, Stoccarda          | Terra rossa | Michael Berrer         | Philipp Kohlschreiber Christopher Kas | 3–6, 4–6         |
| 2. | 11 gennaio 2009 | Brisbane International, Brisbane | Cemento     | Fernando Verdasco      | Marc Gicquel Jo-Wilfried Tsonga       | 4–6, 3–6         |
| 3. | 4 ottobre 2009  | Thailand Open, Bangkok           | Cemento (i) | Guillermo García López | Eric Butorac Rajeev Ram               | 6(4)–7, 3–6      |
| 4. | 3 maggio 2015   | BMW Open, Monaco di Baviera      | Terra rossa | Alexander Zverev       | Alexander Peya Radek Štěpánek         | 6-4, 1-6, [5-10] |
| 5. | 7 febbraio 2016 | Open Sud de France, Montpellier  | Cemento (i) | Alexander Zverev       | Mate Pavić Michael Venus              | 5-7, 6(4)-7      |
| 6. | 25 giugno 2017  | Halle Open, Halle                | Erba        | Alexander Zverev       | Łukasz Kubot Marcelo Melo             | 7-5, 3-6, [8-10] |
| 7. | 24 giugno 2018  | Halle Open, Halle (2)            | Erba        | Alexander Zverev       | Łukasz Kubot Marcelo Melo             | 6(1)-7, 4-6      |
| 8. | 28 ottobre 2018 | Swiss Indoors, Basilea           | Cemento (i) | Alexander Zverev       | Dominic Inglot Franko Škugor          | 2-6, 5-7         |

### Tornei Minori

#### Singolare

##### Vittorie (4)
| Legenda (Singolare) |
| Challengers (4)     |

| N. | Data             | Torneo         | Superficie    | Avversario in finale | Punteggio     |
| 1. | 3 luglio 2006    | Dublino        | Sintetico (i) | Kristian Pless       | 7–5, 7–6      |
| 2. | 28 maggio 2007   | Karlsruhe      | Terra rossa   | Wayne Odesnik        | 2–6, 6–4, 6–3 |
| 3. | 6 agosto 2007    | Istanbul       | Cemento       | Lukáš Lacko          | 6–4, 6–4      |
| 4. | 12 novembre 2007 | Dnepropetrovsk | Cemento (i)   | Dmitrij Tursunov     | 6–4, 6–4      |

## Risultati in progressione
| Sigla | Risultato               |
| ----- | ----------------------- |
| V     | Vincitore               |
| F     | Finalista               |
| SF    | Semifinalista           |
| O     | Oro olimpico            |
| A     | Argento olimpico        |
| SF    | Bronzo olimpico         |
| QF    | Quarti di Finale        |
| 4T    | Quarto turno            |
| 3T    | Terzo turno             |
| 2T    | Secondo turno           |
| 1T    | Primo turno             |
| RR    | Round Robin             |
| LQ    | Turno di qualificazione |
| A     | Assente                 |
| ND    | Non disputato           |

| Legenda superfici    |
| -------------------- |
| Cemento              |
| Terra battuta        |
| Erba                 |
| Superficie variabile |

### Singolare
| Tornei Grande Slam         |     |     |               |               |               |     |               |               |               |     |               |               |               |       |
| Australian Open, Melbourne | 2T  | 1T  | 1T            | 1T            | 1T            | A   | Q2            | Q2            | A             | Q3  | QF            | 1T            | 1T            | 5-8   |
| Open di Francia, Parigi    | Q1  | 1T  | 1T            | 1T            | 1T            | 1T  | Q1            | Q1            | A             | Q1  | 1T            | 3T            |               | 2-7   |
| Wimbledon, Londra          | 1T  | 3T  | 2T            | Q1            | 1T            | Q1  | Q2            | A             | A             | Q1  | 3T            | 1T            |               | 5-6   |
| US Open, New York          | Q1  | 1T  | 1T            | Q1            | Q1            | Q2  | Q2            | A             | A             | 2T  | 4T            | 1T            |               | 4-5   |
| Vittorie-Sconfitte         | 1-2 | 2-4 | 1-4           | 0-2           | 0-3           | 0-1 | 0-0           | 0-0           | 0-0           | 1-1 | 9-4           | 2-4           | 0-1           | 16-26 |
| Giochi Olimpici            |     |     |               |               |               |     |               |               |               |     |               |               |               |       |
| Giochi Olimpici            | ND  | A   | Non disputati | Non disputati | Non disputati | A   | Non disputati | Non disputati | Non disputati | A   | Non disputati | Non disputati | Non disputati | 0-0   |
| Vittorie-Sconfitte         | ND  | 0-0 | Non disputati | Non disputati | Non disputati | 0-0 | Non disputati | Non disputati | Non disputati | 0-0 | Non disputati | Non disputati | Non disputati | 0-0   |

### Doppio
| Tornei Grande Slam         |     |     |               |               |               |     |               |               |               |     |               |               |               |      |
| Australian Open, Melbourne | A   | 1T  | 1T            | 1T            | 1T            | A   | A             | A             | A             | A   | 2T            | 1T            | 1T            | 1-7  |
| Open di Francia, Parigi    | A   | 1T  | 2T            | A             | A             | A   | A             | A             | A             | A   | 2T            | 1T            |               | 2-4  |
| Wimbledon, Londra          | 1T  | A   | 1T            | 1T            | A             | A   | A             | A             | A             | A   | 1T            | 1T            |               | 0-5  |
| US Open, New York          | A   | 2T  | 2T            | A             | A             | A   | A             | A             | A             | A   | 1T            | 1T            |               | 2-4  |
| Vittorie-Sconfitte         | 0-1 | 1-3 | 2-4           | 0-2           | 0-1           | 0-0 | 0-0           | 0-0           | 0-0           | 0-0 | 2-4           | 0-4           | 0-1           | 5-20 |
| Giochi Olimpici            |     |     |               |               |               |     |               |               |               |     |               |               |               |      |
| Giochi Olimpici            | ND  | A   | Non disputati | Non disputati | Non disputati | A   | Non disputati | Non disputati | Non disputati | A   | Non disputati | Non disputati | Non disputati | 0-0  |
| Vittorie-Sconfitte         | ND  | 0-0 | Non disputati | Non disputati | Non disputati | 0-0 | Non disputati | Non disputati | Non disputati | 0-0 | Non disputati | Non disputati | Non disputati | 0-0  |